# Ordine della Santa Croce

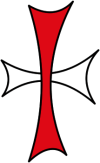
Il simbolo dell'Ordine della Santa Croce

I canonici regolari dell'Ordine della Santa Croce, o crocigeri (in latino Canonici Regulares Ordinis Sanctae Crucis, o semplicemente crucigeri; sigla O.S.C.), sono un istituto religioso maschile di diritto pontificio.
L'ordine sorse in Belgio agli inizi del Duecento. Una tradizione tarda ne attribuisce la fondazione a Teodoro di Celles e indica come data istitutiva il 14 settembre 1211; l'approvazione papale giunse nel 1248.

## Storia

### Origini

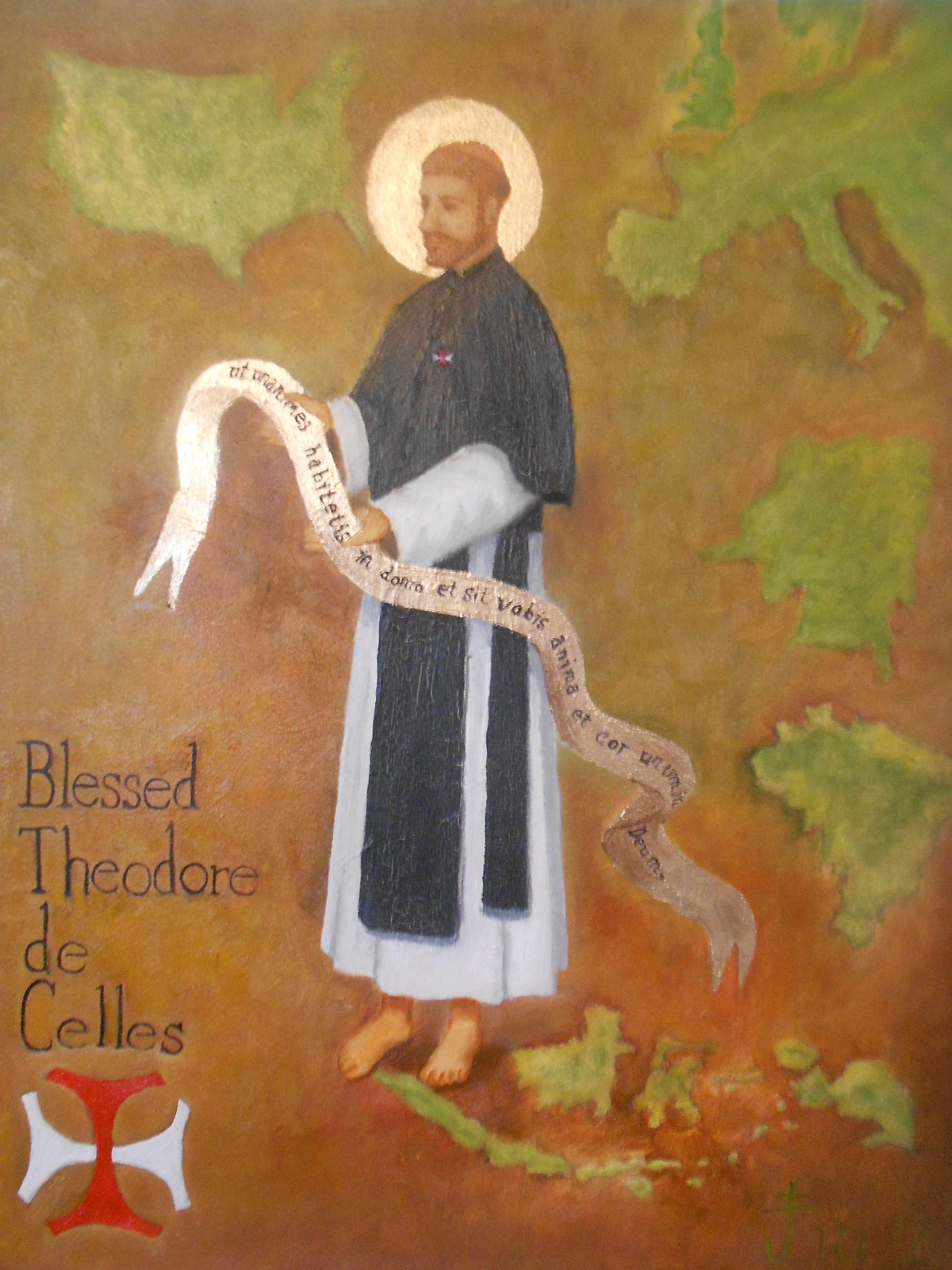
Teodoro di Celles, fondatore dell'ordine

Le origini dell'ordine sono piuttosto oscure: non essendo pervenuti documenti del Duecento, la storia dei primi crocigeri è stata ricostruita sulla base di narrazioni talvolta leggendarie. La fondazione dell'ordine è attribuita a cinque chierici della diocesi di Liegi, forse ex crociati, probabilmente di origine sveva, che verso il 1209 si rivolsero a un cardinale per sottoporgli un loro progetto di vita religiosa: nel 1203 era fallito il tentativo di riformare la vita canonicale a Liegi e verosimilmente i cinque canonici erano animati dal desiderio di condurre una vita di maggiore austerità e penitenza.
Il gruppo seguì a Roma il cardinale che consentì ai cinque di esporre il loro progetto a papa Innocenzo III che concesse loro una prima approvazione e diede alla comunità la regola di Sant'Agostino. I chierici iniziarono a condurre vita comune forse in Svevia, ma presto rientrarono in Lorena e costruirono una chiesa dedicata alla Santa Croce in una località chiamata Clarus Locus (Clair-Lieu), forse a Seilles, sulla Mosa.
Una cronaca tarda indica come primo priore Theodorus de Cellis, senza fornire informazioni sulla sua provenienza: in scritti posteriori di Teodoro viene detto che era figlio del barone di Celles e che nel 1189 aveva accompagnato il vescovo di Liegi, Rodolfo di Zähringen, nella sua crociata (poiché Rodolfo era svevo di origine, è probabile che anche Teodoro fosse svevo e il suo vero nome potrebbe essere "Dietrich von Zell").
Il principale scopo della primitiva comunità sembra essere stato di tipo ascetico-mistico, cioè il culto della Croce e l'imitazione del Crocifisso. Una tradizione leggendaria vuole che essi intendessero restaurare un antico ordine costituito presso la chiesa di Santa Croce a Gerusalemme da sant'Elena, che i primi crocigeri veneravano come fondatrice.
Oltre al culto divino, essi si dedicavano all'ospitalità e alla cura dei pellegrini, ma non possono essere considerati un ordine ospedaliero.

### Approvazione pontificia
Il nuovo vescovo di Liegi, Roberto di Thourotte, volendo dare una migliore organizzazione alla vita religiosa nella sua diocesi, affidò ai frati predicatori l'incarico di visitatori vescovili: i crocigeri chiesero a papa Innocenzo IV di poter adottare una legislazione ispirata a quella dei domenicani.
Il 21 maggio 1247 il papa incaricò il decano del capitolo di Liegi di esaminare le regole e di approvarle, eventualmente, in suo proprio nome.
Il 1º ottobre 1248, con la bolla Religiosam vitam eligentibus, il papa approvò il monastero di Clair-Lieu e, con documenti del 21 e il 23 ottobre successivo, ordinò ai vescovi di Lincoln, Langres e Liegi di esaminare e approvare le costituzioni dei crocigeri: solo il vescovo di Liegi, Enrico di Gheldria, forse aiutato dal cardinale Pietro Capocci, legato pontificio, accordò l'approvazione il 31 dicembre 1248. 

### Espansione

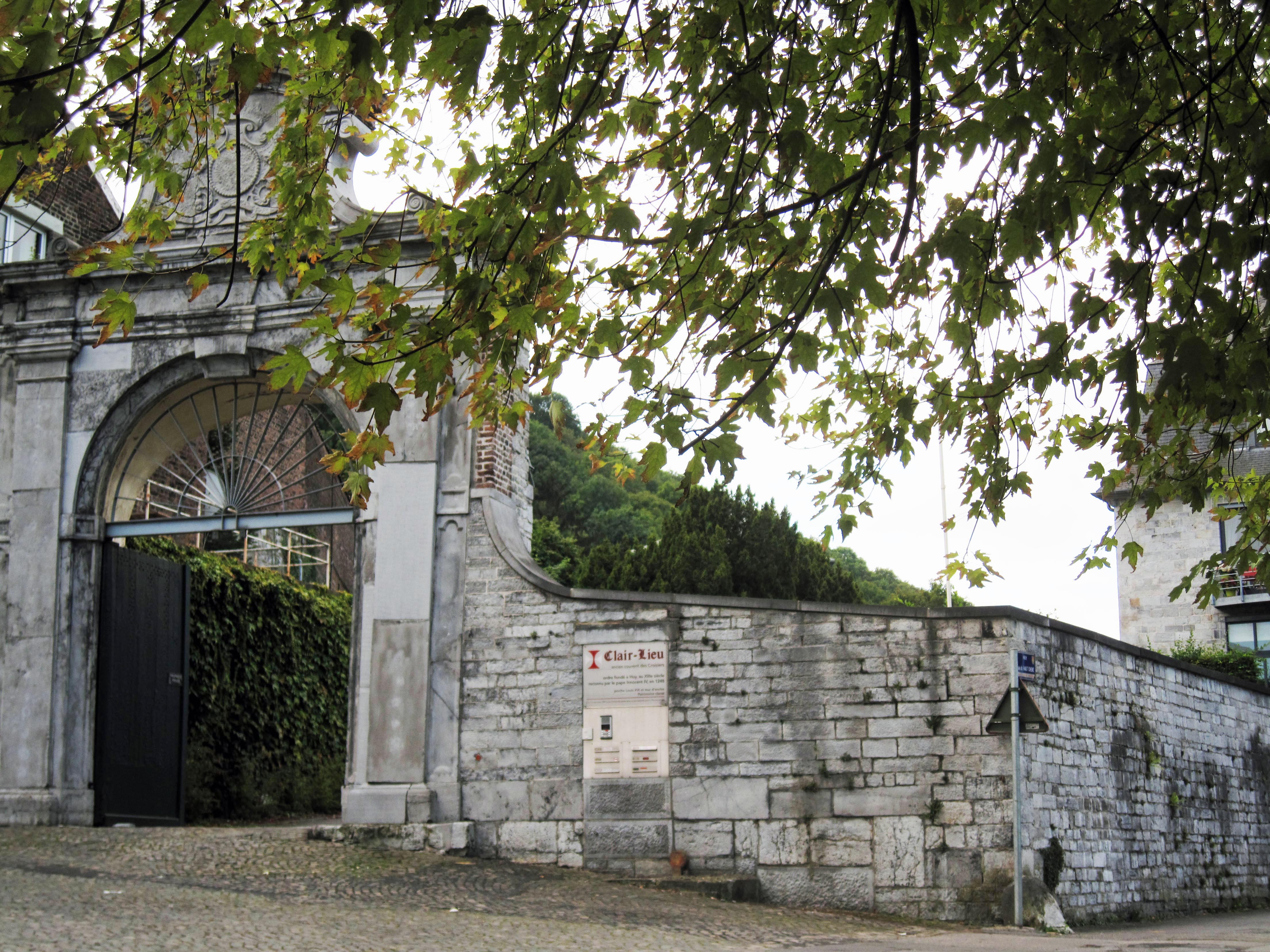
Il monastero di Clair-Lieu a Huy

I crocigeri, come già i canonici di Prémontré e San Vittore, adottarono il modello religioso della via nova (la fusione della vita clericale con la vita monastica).
Dopo il monastero di Clair-Lieu, il più importante era quello di Huy: quando, tra il 1254 e il 1270, Clair-Lieu scomparve, il priore di Huy assunse la direzione dell'ordine e diede alla sua casa il nome di Clair-Lieu. Nel corso del Trecento l'ordine si diffuse in varie località del Belgio (Namur, Liegi, Tournai), della Francia (Tolosa, Parigi, Caen) e d'Inghilterra (Londra); durante il secolo successivo sorsero monasteri dell'ordine anche in Germania (Colonia, Aquisgrana) e nei Paesi Bassi (Asperen, Sint Agatha, Cuijk, Venlo).
Verso la fine del Duecento un fratello converso di Parigi portò da Colonia alla casa-madre dell'ordine le ossa di alcune sante vergini compagne di sant'Orsola, tra le quali sant'Odilia. Da quel momento sant'Odilia fu onorata come patrona dei crocigeri in luogo di sant'Elena.

### Riforma del 1410
Nel Trecento iniziò un periodo di rilassamento della disciplina religiosa e decadenza, causata anche dalla peste nera e dallo scisma d'Occidente. In seguito, sotto l'influsso della devotio moderna, sorse un movimento di riforma che si condusse al capitolo generale del 1410: il priore generale Giovanni d'Avins rinunciò alla carica e al suo posto fu eletto Liberto Janszen de Bommel, già priore del convento di Sint Agatha.
Il capitolo generale del 1410 ristabilì la disciplina introducendo nell'ordine gli statuti che fino ad allora erano stati osservati forse solo nella casa-madre. Tra il 1422 al 1503 vengono fondate 39 nuove case: la maggior parte nei Paesi Bassi e in Germania, due in Francia e una sola in Inghilterra.
Il diffondersi del protestantesimo in Europa mise un freno alla vitalità dell'ordine: tutte le quattro case d'Inghilterra furono soppresse, come anche quattro case in Germania, dieci nei Paesi Bassi e il collegio di Lovanio in Belgio. Restarono attive 48 case che sopravvissero fino al Settecento dedicandosi all'educazione della gioventù nei collegi, alla cura d'anime e alla "missione olandese".

### Rinascita

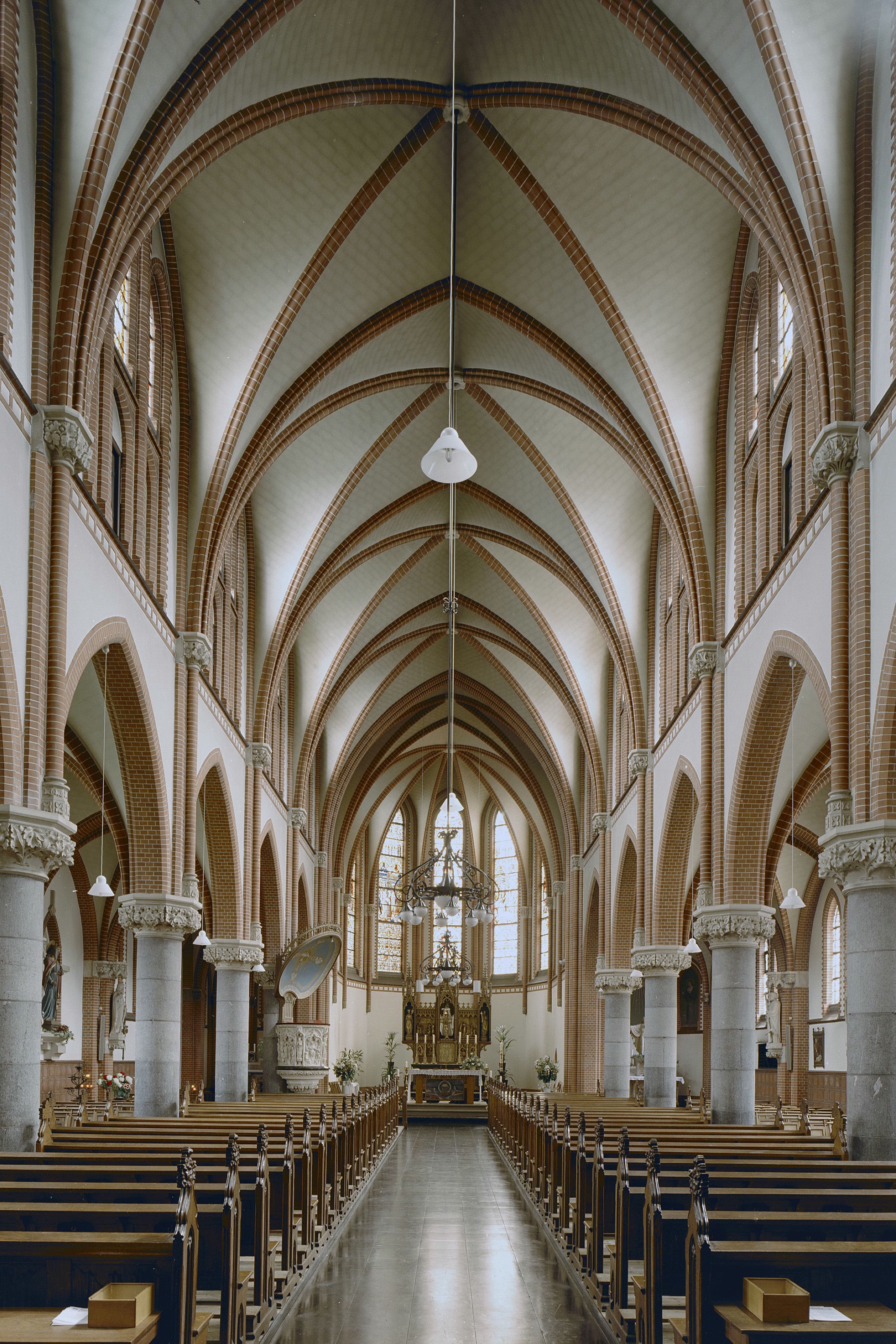
Interno della chiesa del monastero di Uden

L'editto reale del 1769 in Francia, la politica ecclesiastica di Giuseppe II, la rivoluzione francese e le soppressioni napoleoniche, portarono progressivamente alla scomparsa della quasi totalità dei monasteri crocigeri. Restarono attive solo le comunità di Sint Agatha e di Uden nei Paesi Bassi, alle quali venne però imposto il divieto di ricevere novizi.
L'interdizione relativa ai novizi fu revocata da Guglielmo II nel 1840, quando l'ordine era ridotto a soli quattro membri molto anziani: Enrico Van de Wijmelenberg, un prete secolare, fu il primo ad entrare nell'ordine e ne divenne un secondo fondatore, ricoprendo la carica di superiore generale dal 1853 al 1880. Van de Wijmelenberg diede un grande impulso alla rinascita dell'ordine: abolì la stabilitas loci, inaugurò il regime della comunità dei beni, aprì case in Belgio (Diest e Maaseik) e tentò, inizialmente senza successo, di dare uno slancio missionario ai crocigeri.
Agli inizi del Novecento l'ordine ebbe una nuova fioritura sotto il generalato di Enrico Hollman: si consolidò in Belgio e Paesi Bassi, aprì case negli Stati Uniti d'America e, dal 1934, in Brasile; nel 1922 a Roma fu istituita una procura generale e un collegio internazionale.
Le prime missioni affidate dalla Santa Sede ai crocigeri furono quelle di Bondo, in Congo, e di Bandung, sull'isola di Giava.

## Abito religioso

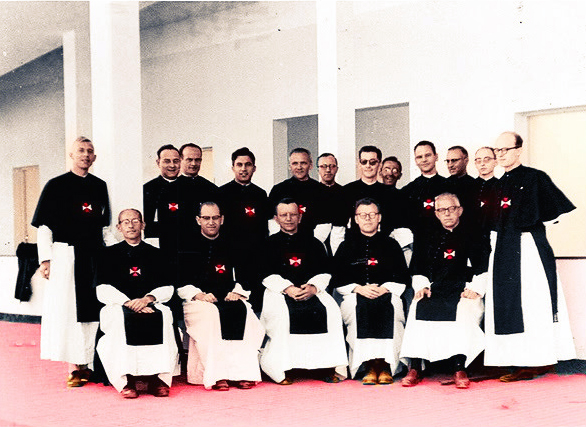
Una comunità di crocigeri in Brasile

Nel 1248 i crocigeri, che fino ad allora avevano portato la cappa nera dei canonici secolari decorata con la croce dei crociati, adottarono un costume proprio, costituito da tonaca bianca (tipica dei canonici regolari), scapolare grigio e cappa nera; sullo scapolare era cucita l'insegna dell'ordine, una croce con il braccio verticale rosso e quello orizzontale bianco.
I colori della croce furono probabilmente scelti per il loro significato simbolico in funzione di lotta alle idee di patarini e catari: essi sostenevano che la croce era indegna di Dio ed era piuttosto uno strumento del diavolo; per i crocigeri, invece, era lo strumento della redenzione, perché bisognava immergersi nella passione di Cristo (ricordata da braccio di rosso) per venire alla purezza di Cristo (simboleggiata dal braccio bianco). Più tardi questi colori vennero interpretati come simboli del sangue e dell'acqua usciti dal costato di Cristo sulla croce, o dei sacramenti del battesimo e dell'eucaristia.
Nei secoli successivi, in luogo dello scapolare grigio fu adottato uno scapolare nero e il lino utilizzato in principio fu sostituito dalla lana. Più tardi, nel corso del Settecento, la cappa fu sostituita da una mozzetta nera aperta sul davanti.

## Attività e diffusione
I crocigeri si dedicano al culto divino e alle opere di apostolato.
L'ordine è presente in Austria, Belgio, Congo, Germania, Indonesia, Paesi Bassi, Stati Uniti d'America.
Il moderatore supremo dell'ordine, che porta il titolo di "maestro generale", risiede nella casa presso la chiesa di San Giorgio al Velabro a Roma.
Alla fine del 2015, l'ordine contava 33 case e 334 membri, di cui 221 sacerdoti.